# تپه قلعه بزرگ
تپه قلعه بزرگ مربوط به دوره اشکانیان است و در شهرستان بانه، بخش مرکزی، روستای بنه خوی واقع شده و این اثر در تاریخ ۱۹ مرداد ۱۳۸۴ با شمارهٔ ثبت ۱۲۸۰۰ به‌عنوان یکی از آثار ملی ایران به ثبت رسیده است.